# 볼라 (바르샤바)
볼라(폴란드어: Wola)는 폴란드 바르샤바 서쪽에 위치한 구다. 현재는 금융 단지 및 사무용 단지가 늘어서 있다.